# Synnomos urota
Synnomos urota là một loài bướm đêm trong họ Geometridae.